# Takács Péter (vívó, 1973)
Takács Péter (Budapest, 1973. június 29. –) kardvívó, modell, közgazdász, kommunikációs szakember.
Az 1992-es genovai junior világbajnokságon 16. volt. Ugyanebben az évben az insbrucki junior Eb-n kard egyéniben harmadik volt. 1993-ban a denveri junior vb-n nyolcadik helyezést ért el. Az 1995-ös universiadén hetedik helyen végzett. Csapatban (Ferjancsik Domonkos, Takács, Boros György, Török Ottó) harmadik lett. Az 1996-os Európa-bajnokságon a 32 között kiesett. Az 1997. évi nyári universiadén a 64 között búcsúzott.  Csapatban (Nemcsik Zsolt, Decsi András, Boros, Takács) ezüstérmes volt. 1997-es Európa-bajnokságon a 32 között kiesett. 2000-ben az Eb-n egyéniben 15., csapatban 6. lett. A 2000. évi nyári olimpiai játékokon tagja volt az ötödik helyezett magyar kard csapatnak.
Szabó István A napfény íze című filmjében kardvívóként szerepelt.

## Eredményei
Magyar bajnokság
- Egyéni: 2. hely (1997), 3. hely (2000), 6. hely (1995), 7. hely (1998, 1999), 8. hely (1990)
- Csapat 1. hely (1995, 1997, 1998), 3. hely (1992)

Kard Bajnokcsapatok Európa-kupája
- 1. hely (1997, 1998), 3. hely (2000), 5. hely (1996)